# Gordon Kennedy (Schauspieler, 1958)
Gordon Kennedy (* 22. Februar 1958) ist ein schottischer Schauspieler. Er wuchs in Tranent, East Lothian auf und besuchte das George Watson's College in Edinburgh. Anschließend absolvierte er die Scottish School of PE am Jordanhill College.

## Leben
Bekannt wurde er mit der schottischen Sketch-Show Absolutely. Außerdem präsentierte er an der Seite von Anthea Turner die National Lottery Show. Er wirkte an einigen Fernsehfilmen mit, unter anderem in der Rolle des Sergeant Bruce Hornsby im Drama Red Cap. Ebenso trat er in der von BBC Scotland ausgestrahlten Seifenoper River City auf.
2007 zog er sich während der Dreharbeiten zu Robin Hood einen Bänderriss in seinem Bein zu. Als er in ein Krankenhaus in Budapest eingeliefert wurde, trug er das Filmkostüm, seine Hose hatte er jedoch ausgezogen, um die Verletzung mit Eis zu kühlen. Aufgrund seines Aussehens und der Tatsache, dass er kein Ungarisch spricht, wurde er vom Krankenhauspersonal für einen Landstreicher gehalten. Ein Mitglied der Produktion klärte das Missverständnis, sodass Kennedy schließlich behandelt werden konnte.
Von 2006 bis 2009 war er als Little John in allen drei Staffeln der BBC-Serie Robin Hood zu sehen.

## Filmografie

### Filme
- 1992: Just Like a Woman
- 1999: Just the Ticket
- 1999: With or Without You
- 2000: The Announcement
- 2009: Mad Sad & Bad

### Fernsehen
- 1986: The Kenny Everett Television Show
- 1986: The Russ Abbot Show
- 1988: Inspektor Morse, Mordkommission Oxford (Inspector Morse, Episode The Settling of the Sun)
- 1988: This Is David Lander
- 1989–1993: Absolutely
- 1989: Red Dwarf
- 1989: The Return of Shelley
- 1994: Jolly a Man for All Seasons
- 1994: The Tales of Para Handy
- 1995: The Imaginatively Titled Punt & Dennis Show
- 1995: Atletico Partick
- 1998: The Morwenna Banks Show
- 1998–2000: Stressed Eric
- 1998: Norman Ormal: A Very Political Turtle
- 1999: Bostock’s Cup
- 2000: Glasgow Kiss
- 2001: Red Cap
- 2001: Love or Money
- 2001: Baddiel’s Syndrome
- 2002, 2005: Where the Heart Is (Fernsehserie, 2 Folgen)
- 2003: The Deal
- 2003–2004: Red Cap
- 2002: River City
- 2005: The Man-Eating Wolves of Gysinge
- 2006–2009: Robin Hood (Fernsehserie, 38 Folgen)
- 2007: You Can Choose Your Friends
- 2008: The Bill (Fernsehserie, 2 Folgen)
- 2010, 2012: Doctors (Fernsehserie, 2 Folgen)
- 2011: Skins – Hautnah (Skins UK, Fernsehserie, Folge 5x01)
- 2011: Red Faction: Origins
- 2011: Combat Hospital
- 2012: Sherlock: Die Hunde von Baskerville (The Hounds of Baskerville, Fernsehfilm)
- 2013–2017: Casualty (Fernsehserie, 4 Folgen)
- 2013: Being Human
- 2014: Der junge Inspektor Morse (Endeavour, Fernsehserie, Folge 2x04)
- 2019: Vera – Ein ganz spezieller Fall (Vera, Fernsehserie, Folge 9x03)
- 2021: Grantchester (Fernsehserie, Folge 6x08)

## Theater
- The Corstorphine Road Nativity
- Rocky Horror Show